# KSP Steel
KSP Steel ist ein kasachisches Unternehmen mit Sitz in Almaty. Es hat sich auf die Herstellung von nahtlosen Rohren aus Stahl für die Erdöl- und Erdgasbranche spezialisiert.
Das Unternehmen wurde 2007 gegründet. Das Stahlwerk von KSP Steel in Pawlodar im Nordosten Kasachstans wurde im Dezember 2007 eröffnet. Das Unternehmen stellt Rohre vor allem für die kasachische Erdöl- und Erdgasbranche her, es werden aber auch Produkte in Staaten der Gemeinschaft Unabhängiger Staaten und weitere Länder exportiert.